# Zbigniew Gryżboń
Zbigniew Gryżboń (ur. 4 marca 1949 w Cieszynie) – polski lekkoatleta, który specjalizował się w rzucie dyskiem.
Startował na mistrzostwach Europy w 1969 w Atenach, ale nie awansował do finału (jego rezultat 50,70 m dal mu 15. miejsce w eliminacjach).
Sześciokrotny medalista mistrzostw Polski: srebrny w 1971, 1972 i 1975 oraz brązowy w 1970, 1973 i 1974. 
W latach 1970-1975 startował w dwunastu meczach reprezentacji Polski (13 startów, w tym 1 w pchnięciu kulą), odnosząc 2 zwycięstwa indywidualne
Rekord życiowy Gryżbonia w rzucie dyskiem wynosił 61,64 m (19 lipca 1972, Warszawa). 
Był zawodnikiem Górnika Zabrze.